# Stybbfränskivling
Stybbfränskivling (Hebeloma birrus) är en svampart som först beskrevs av Elias Fries, och fick sitt nu gällande namn av Claude-Casimir Gillet 1874. Enligt Catalogue of Life ingår Stybbfränskivling i släktet fränskivlingar,  och familjen Strophariaceae, men enligt Dyntaxa är tillhörigheten istället släktet fränskivlingar,  och familjen buktryfflar. Arten är reproducerande i Sverige. Inga underarter finns listade i Catalogue of Life.